# المثلية الجنسية في أوروبا خلال القرون الوسطى

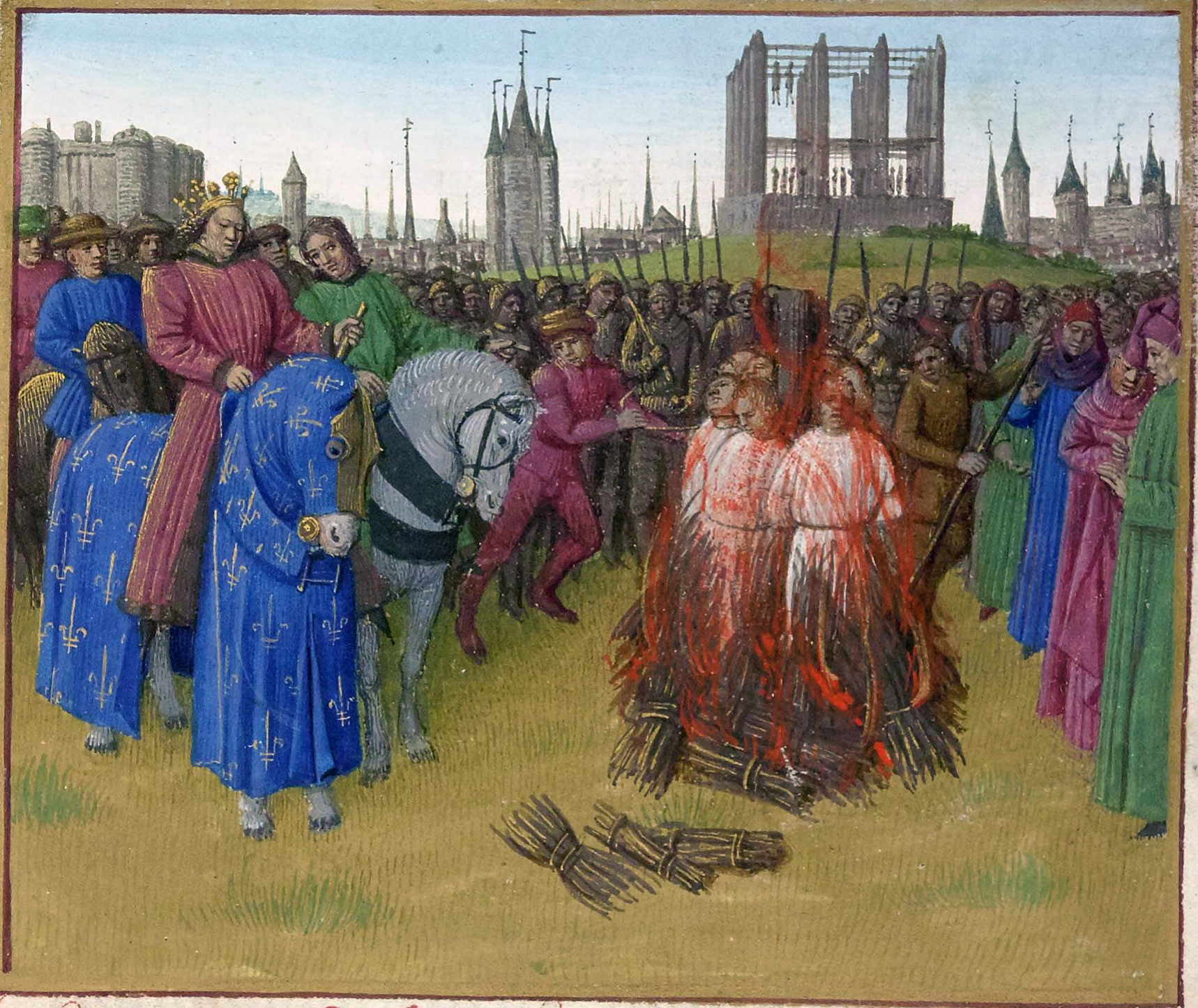

تفاوتت المواقف تجاه المثلية الجنسية خلال القرون الوسطى في أوروبا وذلك تبعاً للمنطقة والحقبة الزمنية. عموماً اعتبرت المثلية الجنسية على الأقل منذ القرن الثاني عشر سدومية وكان يعاقب عليها بالموت. تسامح أوائل الرومان قبل فترة القرون الوسطى مع الممارسات الجنسية البديلة مثل الاستمناء عند كل من الذكور والإناث والمثلية الجنسية. يوجد سجلات وأدلة تاريخية توثق علاقات مثلية تعود للقرون الوسطى وذلك بالرغم من الاضطهاد الذي تعرض له المثليين آنذاك. وقد وصل هذا الاضطهاد إلى ذروته خلال «تحقيقات القرون الوسطى» عندما اتهمت كل من طائفتي الكاثاريين والولدينيسيين بالزنا والسدومية مع توجيه تهم أخرى بالشيطانية.
كانت قد صوبت اتهامات كبيرة عام 1307 بالسدومية والمثلية الجنسية  خلال محاكمات فرسان الهيكل.

## المسيحية
في حين لم تعتبر المثلية الجنسية كجريمة كبيرة خلال أوائل الإمبراطورية الرومانية، إلّا أن اللقاءات والسلوك المثليين نظر إليهما كأفعال غير مقبولة كما في المسيحية. العهد القديم (لاويين 18: 22، 20:13، تثنية 22: 5) والعهد الجديد (رومية 1: 26) أدان الإناث الذين يرتدون ملابس الذكور، والذكور الذين يرتدون ملابس الإناث، والذكور والإناث ممن يتشارك في السلوك المثلي أو الجماع.